# Historia Poznania 1034–1253
Historia Poznania 1034–1253 – po śmierci Mieszka II w 1034 władzę przejął jego syn Kazimierz, nazwany później Odnowicielem. Młody książę został około 1037 zmuszony do ucieczki z Polski przez bunt wzniecony przez dworskich urzędników – cześnika i komesa. Gród najprawdopodobniej oparł się powstaniu związanemu z tzw. reakcją pogaństwa, jednak zniszczyło ono podstawy administracji państwowej. Poznań został natomiast spalony przez łupieską wyprawę czeskiego księcia Brzetysława I. Gród został wówczas na krótko opuszczony, a w katedrze, jak napisał później Gall Anonim, dzikie zwierzęta założyły leża. Po powrocie, który najprawdopodobniej nastąpił pod koniec 1039 roku, Kazimierz opanował najpierw Wielkopolskę i Małopolskę, a następnie Mazowsze i Śląsk. Przystąpił również do odbudowy grodu. Powstały nowe wały oparte na kamiennej ławie, które stanowiły, z pewnymi modyfikacjami, podstawę fortyfikacji grodu, aż do lokacji miasta w 1253 roku. Odbudowano katedrę i odnowiono biskupstwo. Co prawda Poznań i pozostałe grody Wielkopolski straciły na politycznym znaczeniu na rzecz Krakowa (tłumaczy się to wzrostem znaczenia kontaktów z Czechami, Węgrami i Rusią, a osłabieniem ich z Cesarstwem), lecz gród nadal pozostawał ważnym ośrodkiem gospodarczym. Mimo przeniesienia ośrodka władzy do Krakowa, Poznań nadal pełnił szczególną rolę jako nekropolia władców. Szczególnie silnie rozwijało się podgrodzie na Zagórzu, które otrzymało niezależne obwałowania. Stało się ono ośrodkiem handlu (kontakty z Niemcami, Czechami, Rusią i pośrednio z całą Europą i Arabią).
W początku XII wieku na prawym brzegu powstała osada targowa – Śródka. Miejsce jej założenia idealnie się do tego celu nadawało – u zbiegu szlaków z Gdańska i Gniezna, na otwartym terenie z miejscem na duży plac targowy. Jeszcze przed 1231 rokiem ufundowano w niej kościół parafialny pw. św. Małgorzaty. Śródka najprawdopodobniej przejęła funkcje targowe zarówno od Zagórza jak i prastarej osady zwanej później Komandorią (nazwa Śródka pochodzi od "środy" – dnia w którym odbywał się targ). W starszej osadzie pozostała natomiast komora celna, a około 1170 Radwan – biskup poznański ufundował kościół św. Michała Archanioła ze szpitalem, podarowane w 1187 roku joannitom, którzy zmienili patrona na Jana Chrzciciela i założyli tu swoją komandorię (stąd nazwa osady). Również na lewym brzegu powstały osady. Pierwsza, należąca do kapituły poznańskiej, przy kościele św. Marcina, leżąca przy szlaku na Lubusz i Głogów (być może pochodziła jeszcze sprzed XII wieku). Kolejna osada powstała przy kościele św. Wojciecha, który miał być, według przekazów ustnych, ufundowany w miejscu wygłoszenia kazania przez św. Wojciecha. Zajmowała ona wzgórze między dolinami Bogdanki i Wierzbaka górujące nad szlakiem do Szczecina i Santoka. Właścicielem tej osady był książę. Największa lewobrzeżna osada, należąca do biskupa, leżała wokół nieistniejącego już kościoła św. Gotarda (zbudowanego w XII w.). Powstała ona w XI wieku, u zbiegu wszystkich szlaków na lewym brzegu. Szybko zyskała ona olbrzymie znaczenie, przejmując wiele funkcji od zatłoczonego podgrodzia i już w XIII wieku nie określano jej jako wsi, lecz jako locus – miejsce, co świadczy o wysokiej urbanizacji. W 1244 kościół św. Gotarda przejęli dominikanie w zamian za kościół św. Wojciecha.